# Atomaria linearis
Atomaria linearis är en skalbaggsart som beskrevs av Stephens 1830. Atomaria linearis ingår i släktet Atomaria, och familjen fuktbaggar. Arten är reproducerande i Sverige.

## Bildgalleri

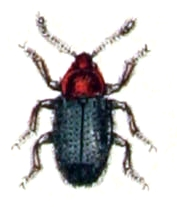
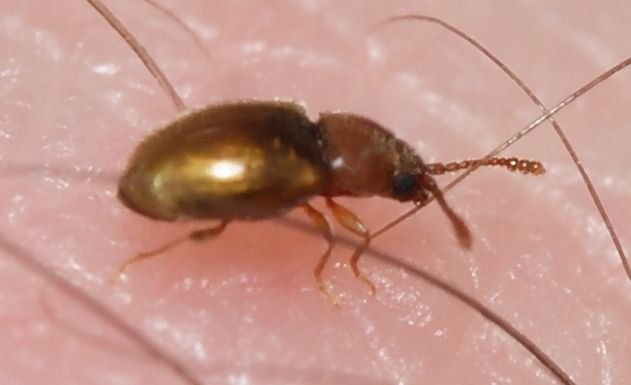